# Língua jita
Jita é uma língua  Banta da Tanzânia. Jita, Kara, Kwaya tendem a ser consideradas seus dialetos. São hoje 210 mil seus falantes, os quais vivem junto às margens sudeste do lago Vitória.

## Escrita
O alfabeto latino usado pelo JIta não tem as letras B, C e H “isoladas”, as tem como Bh e Ch; não apresenta também as letras L, Q, V, X, Z. Usam-se as formas Ng’ e Ny.

## Amostra de texto
Kara awo mu-chaaro cha Emajita bhaariga bhari-wo abhamura abhabhiri, owumwi ^naatogwa Nyamanyimooche, owundi ^naatogwa Muyigasiku. Nyamanyimooche na Muyigasiku bhaariga bheekasyanyiisye aamwi oruguyo orumwi.
Português
Era uma vez no país de Majita havia dois meninos, um chamado Nyamanyimooche, o outro era chamado Muyigasiku. Nyamanyimooche e Muyigasiku eram vizinhos numa aldeia.